# Tabb Isa Szarkijja wa-Gharbijja
Tabb Isa Szarkijja wa-Gharbijja – wieś w Syrii, w muhafazie Idlib. W 2004 roku liczyła 810 mieszkańców.